# Gerald du Maurier
Gerald du Maurier, född 26 mars 1873 i Hampstead, London, död 11 april 1934 i London, var en brittisk skådespelare och teaterledare. Han var son till författaren George du Maurier och far till författaren Daphne du Maurier.
Du Maurier var från 1894 verksam i London, från 1910 som meddirektör för Wyndhams Theatre. Du Maurier var ansedd som en sällsynt naturlig skådespelare som med elegans och humor uppbar främst moderna hjälteroller. Han adlades 1922.

## Filmografi i urval
- 1917 - Masks and Faces
- 1932 - Lord Camber's Ladies
- 1933 - Jag var spion
- 1934 - The Scotland Yard Mystery
- 1934 - Lilla kejsarinnan
- 1934 - Makt